# Jože Plečniks arbejder i Ljubljana – Menneskecentreret bydesign
Jože Plečniks værker i Ljubljana – Menneskecentreret bydesign  (Human Centred Urban Design) er et UNESCO verdensarvssted i Ljubljana, Slovenien, opført på listen i 2021. Stedet omfatter nogle af de mest fremtrædende værker af den slovenske arkitekt Jože Plečnik i Ljubljana. I mellemkrigstiden arbejdede Plečnik på at transformere Ljubljana fra en provinsby til hovedstaden i den slovenske nation ved at skabe en række offentlige rum og offentlige institutioner og integrere dem i det allerede eksisterende bystruktur. Stederne omfatter Skt. Michaels kirke i Črna Vas og følgende steder i Ljubljana: promenaden langs dæmningen af Ljubljanica-floden og broerne, der krydser den, den "grønne promenade": Vegova-gaden med national- og universitetsbiblioteket fra den franske revolutions Plads til Kongrespladsen og Stjerneparken, Trnovo-broen, de romerske mure i Mirje, St. Frans af Assisi-kirken og Allehelgenshaven på Žale-kirkegården.

## Liste over lokaliteterne
Verdensarvstedet omfatter syv af Plečniks værker eller anlæg:
| Navn                                                                                   | Billede                                                 | ID       | Koordinater                                   | Ejendomsareal | Bufferzone |
| -------------------------------------------------------------------------------------- | ------------------------------------------------------- | -------- | --------------------------------------------- | ------------- | ---------- |
| Trnovo-broen                                                                           | Trnovo bridge with Trnovo church in the background      | 1643-001 | 46°02′36″N 14°30′08″Ø / 46.04333°N 14.50222°Ø | N/A           | N/A        |
| Grøn Promenade langs Vegova Street                                                     | Congress square with Ljubljana Castle in the background | 1643-002 | 46°02′52″N 14°30′12″Ø / 46.04778°N 14.50333°Ø | N/A           | N/A        |
| Arch. Plečniks markedsplads og promenaden langs Ljubljanica-flodens dæmninger og broer |                                                         | 1643-003 | 46°02′56″N 14°30′20″Ø / 46.04889°N 14.50556°Ø | 12,3 ha       | N/A        |
| Romerske Mure i Mirje                                                                  | Reconstructed Roman walls along a road                  | 1643-004 | 46°02′45″N 14°29′54″Ø / 46.04583°N 14.49833°Ø | 0,7 ha        | 1,05 ha    |
| St. Michael Kirke                                                                      |                                                         | 1643-005 | 46°00′44″N 14°30′21″Ø / 46.01222°N 14.50583°Ø | 0,2 ha        | 12,98 ha   |
| Frans af Assisis kirke                                                                 |                                                         | 1643-006 | 46°04′06″N 14°29′49″Ø / 46.06833°N 14.49694°Ø | 1,08 ha       | 30,2 ha    |
| Plečnik's Žale – Allehelgens Have                                                      |                                                         | 1643-007 | 46°04′03″N 14°31′43″Ø / 46.06750°N 14.52861°Ø | 1,3 ha        | 15, 75 ha  |